# Vin Santo del Chianti Classico Occhio di Pernice
Il Vin Santo Del Chianti classico Occhio di Pernice è un vino DOC la cui produzione è consentita nelle province di  Firenze e  Siena.

## Caratteristiche organolettiche
- colore: granato, col trascorrere degli anni tendente all'aranciato. Limpido.
- profumo: etereo, con rotondo bouquet di rosa baccarat aperta, prugne rosse mature sciroppata e marmellata di more, accompagnato da quelli di spezie e tostature: pepe nero, noce moscata, chiodi di garofano, cannella, cacao, orzo, caffè, cuoio, ecc.
- sapore: dolce e morbido ma non stucchevole, permangono tannini finissimi ed una certa acidità e sapidità. Nel complesso equilibrato.

## Abbinamenti consigliati
Cantucci al cacao e Panpepato senese, oppure da meditazione.

## Produzione
Provincia, stagione, volume in ettolitri
- Siena  (1996/97)  41,3